# Nina Menshikova
Nina Yevgenyevna Menshikova (Ни́на Евге́ньевна Ме́ньшикова; 8 de agosto de 1928 – 26 de diciembre de 2007) fue una actriz soviética. Fue esposa de Stanislav Rostotsky y madre de Andrei Rostotsky. Nina Menshikova fue premiada con la medalla de Artista del Pueblo de la RSFSR en 1977 y la de Premio Estatal de la Unión Soviética en 1970 por su actuación en Dozhivyom do ponedelnika.  Otros reconocimientos son la Medalla por el Trabajo Valiente en la Gran Guerra Patria 1941-1945, la Medalla al Trabajador Veterano y la Medalla Conmemorativa del 50.º Aniversario de la Victoria en la Gran Guerra Patria de 1941-1945.

## Filmografía seleccionada
- Pervye radosti (1956) como Ksana Ragozina
- La balada del soldado (Баллада о солдате, 1959) como telegrafista
- Las chicas (Девчата, 1961) como Vera
- Chistye prudy (1965) como Anna
- Serdtse materi (1966)
- Dozhivyom do ponedelnika (1968) como Svetlana Mikhailovna
- Sto dney posle detstva (1974) como Ksenia Lvovna
- Shkolnyy vals (Школьный вальс, 1978) como madre de Dina
- Vizit k Minotavru (1987) como Anna Yablonskaya

## Enlaces Excternos
- Nina Menshikova en Internet Movie Database (en inglés).
- Esta obra contiene una traducción  derivada de «Nina Menshikova» de Wikipedia en inglés, publicada por sus editores bajo la Licencia de documentación libre de GNU y la Licencia Creative Commons Atribución-CompartirIgual 4.0 Internacional.

- Datos: Q1990895